# Стоук-Мандевільські ігри
Сток-Мандевільські ігри, Всесвітні ігри серед інвалідів-ампутантів та колясочників (англ. The International Wheelchair and Amputee Sports (IWAS) World Games (or IWAS World Games)) — мульти-спортивні змагання для спортсменів з інвалідністю, які були попередником Паралімпійських ігор.
Перші Ігри відбулися в 1948 році за ініціативи невролога сера Людвіга Гуттманна, який організував спортивні змагання за участю ветеранів Другої світової війни з ушкодженнями спинного мозку в реабілітаційному центрі в Сток-Мандевілі (англ. Stoke Mandeville), Англія. Вони відбулися одночасно з першими післявоєнними  Літніми Олімпійськими іграми в Лондоні. У 1960 році ІХ-ті Сток-Мандевільські Ігри були проведені в Римі, після Літніх Олімпійських ігор того року. Вони вважаються першими Паралімпійськими іграми.
У той час як до Паралімпійських ігор стали включати спортсменів з усіх груп інвалідності, Сток-Мандевільські ігри залишались спортивним заходом для інвалідів-колясочників. Ігри проводилися щорічно в Сток-Мандевілі під керівництвом Міжнародної федерації Сток-Мандевільських ігор (International Stoke Mandeville Games Federation (ISMGF)), яка стала Міжнародною Сток-Мандевільською Федерацією інвалідного спорту ( International Stoke Mandeville Wheelchair Sports Federation (ISMWSF)).
У 1999 році ігри було проведено в Крайстчерчі, Нова Зеландія. У 2003 році ігри були знову проведені в Крайстчерчі. У 2004 році ISMWSF і ISOD об'єдналися для створення Міжнародної Спортивної Федерації інвалідів-колясочників та ампутантів (International Wheelchair and Amputee Sports Federation (IWAS)). Перші ігри під егідою IWAS були проведені в 2005 році в Ріо-де-Жанейро, Бразилія. Другі IWAS ігри були проведені в 2007 році в Тайвані, а треті IWAS ігри — в Бангалорі, Індія, в листопаді 2009 року.

## Хронологія Ігор
- 1948: Сток-Мандевільські ігри для паралізованих[1] July 28, 1948, archery competition, 16 competitors[2] (14 men, 2 women[3])
- 1949–1951: Сток-Мандевільські ігри
- 1952:Сток-Мандевільські ігри, Англія — 1-ші Міжнародні Сток-Мандевільські ігри (Stoke Mandeville, England — First International Stoke Mandeville Games)[4] A Dutch team participated, making it an international event[2]
- 1953–1959: Міжнародні Сток-Мандевільські ігри (2-гі — 8-мі)
- 1960: 9-ті Міжнародні Сток-Мандевільські ігри, Рим, Італія — пізніше відомі як 1-ші Літні Паралімпійські ігри 1960[5]
- 1961–1963: Міжнародні Сток-Мандевільські ігри (International Stoke Mandeville Games) (10-ті — 12-ті)
- 1964: 13-ті Міжнародні Сток-Мандевільські ігри, Токіо, Японія — пізніше відомі як 2-гі Літні Паралімпійські ігри[6]
- 1965–1967:Міжнародні Сток-Мандевільські ігри (14-ті — 16-ті)
- 1968: 17-ті Міжнародні Сток-Мандевільські ігри, Тель-Авів, Ізраїль[7] — пізніше відомі як 3-ті Літні Паралімпійські ігри
- 1969–1972: Міжнародні Сток-Мандевільські ігри (18-ті — 20-ті)
- 1972: 21-ші Міжнародні Сток-Мандевільські ігри ,Гельдерберг, Німеччина — пізніше відомі як 4-ті Літні Паралімпійські ігри[8][7]
- 1973–1975: Міжнародні Сток-Мандевільські ігри
- 1976: Не було (Відбулись 5-ті Літні Паралімпійські ігри)
- 1977–1979: Міжнародні Сток-Мандевільські ігри
- 1980: Не було (Відбулись 6-ті Літні Паралімпійські ігри)
- 1981–1983: Міжнародні Сток-Мандевільські ігри
- 1984: Не було (Відбулись 7-мі Літні Паралімпійські ігри)
- 1985–1987: Міжнародні Сток-Мандевільські ігри
- 1988: Не було (Відбулись 8-иі Літні Паралімпійські ігри)
- 1989–1991: Міжнародні Сток-Мандевільські ігри
- 1992: Не було (Відбулись 9-ті Літні Паралімпійські ігри)
- 1993–1995: Міжнародні Сток-Мандевільські ігри
- 1996: Не було (Відбулись 10-ті Літні Паралімпійські ігри)
- 1997–2000 — World Wheelchair Games
- 2000: Не було (Відбулись 11-ті Літні Паралімпійські ігри)
- 2001–2003: World Wheelchair Games[9]
- 2004: Не було (Відбулись 12-ті Літні Паралімпійські ігри12
- 2005: World Wheelchair and Amputee Games[10] — in Rio de Janeiro, Brazil. Over 700 athletes from 44 nations. Five events: track and field, table tennis, archery, shooting, and billiards.[11]
- 2006
- 2007: World Wheelchair and Amputee Games[12]
- 2008: не було Відбулись 13-ті Літні Паралімпійські ігри)
- 2009: IWAS World Games —[13][14][15]
- 2011: IWAS World Games — Sharjah,  ОАЕ — 1-10 December 2011[16]
- 2012: Не було (Відбулись 14-ті Літні Паралімпійські ігри)